# ماركوس أنطونيو مينيزيس غودوي
ماركوس انطونيو مينيزيس غودوي (18 ديسمبر 1966 في البرازيل – )؛ هو لاعب كرة قدم سابق كان يلعب كلاعب وسط.

## وصلات خارجية
- ماركوس أنطونيو مينيزيس غودوي على موقع رابطة كرة القدم اليابانية للمحترفين (اليابانية)